# Clidemia variifolia
Clidemia variifolia är en tvåhjärtbladig växtart som beskrevs av John Julius Wurdack. Clidemia variifolia ingår i släktet Clidemia och familjen Melastomataceae.
Artens utbredningsområde är Ecuador. Inga underarter finns listade i Catalogue of Life.